# 异槲皮苷
异槲皮苷（英語：或isoquercitrin、isotrifoliin，也称为异金丝桃苷、槲皮素-3-O-葡萄糖苷，Quercetin-3-O-glucoside）是一种天然的黄酮苷，分子式C21H20O12，是槲皮素的3-O-葡萄糖苷，存在于芒果树（Mangifera indica）、塔黄（Rheum nobile）、番荔枝（Annona squamosa）、茶树（Camellia sinensis）等多种植物中。